# Chelobasis bicolor
Chelobasis bicolor is een keversoort uit de familie bladkevers (Chrysomelidae). De wetenschappelijke naam van de soort werd in 1832 gepubliceerd door John Edward Gray.